# More Beer
More Beer – druga płyta zespołu Fear wydana w 1985 przez wytwórnię Restless Records. Materiał nagrano w "Cherokee Studios" w Hollywood. W 1988 do reedycji CD dołączono utwory z singla "I Love Livin' in the City".

## Lista utworów
1. "The Mouth Don't Stop (The Trouble with Women Is)" (P. Cramer) – 2:20
2. "Responsibility" (S. Stix) – 2:06
3. "More Beer" (L. Ving) – 3:42
4. "Hey" (L. Ving) – 0:42
5. "Strangulation" - 2:27
6. "I Am a Doctor" (P. Cramer) – 2:37
7. "Have a Beer with Fear" (L. Ving) – 1:33
8. "Bomb the Russians" (L. Ving) – 0:50
9. "Welcome to the Dust Ward" (L. Ving) – 3:30
10. "Null Detector" (L. Ving) – 1:48
11. "Waiting for the Meat" (L. Ving) – 3:52

CD 1988
1. "I Love Livin' in the City" (L. Ving) – 1:54
2. "Now Your Dead (Musta Bin Somthin You Said)" (L. Ving) – 2:00

## Skład
- Lee Ving – śpiew, gitara, harmonijka ustna
- Philo Cramer – gitara, śpiew
- Lorenzo Buhne – gitara basowa
- Spit Stix – perkusja, instr. perkusyjne, conga

produkcja
- Fear – producent
- Dan Bates – inżynier dźwięku
- Cliff Kane – inżynier dźwięku
- David Eaton – inżynier dźwięku
- Eddie Schreyer – mastering